# Visingsborg
För passagerarfartyget, se S/S Visingsborg

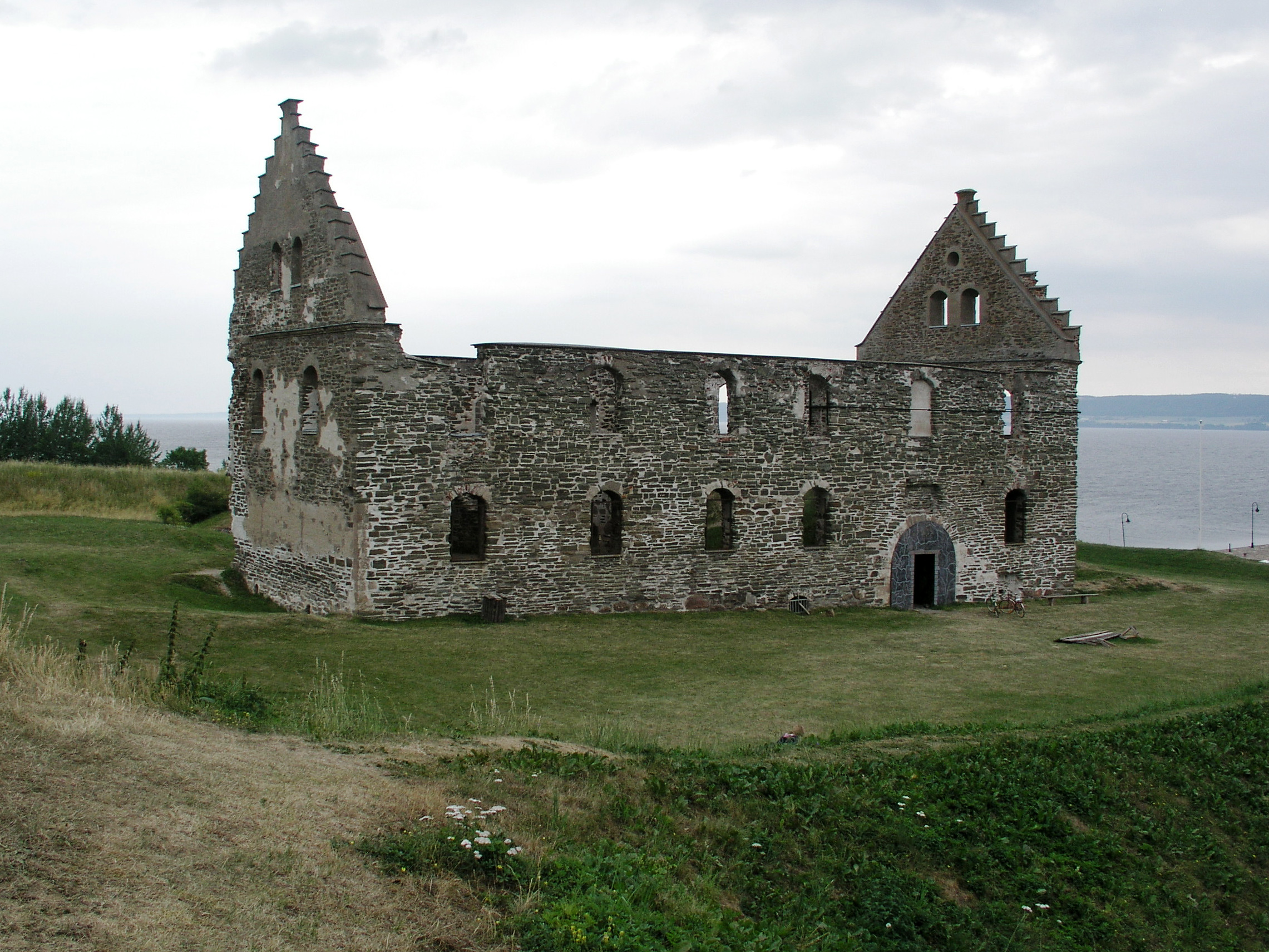
Visingsborgs slott i juli 2006.

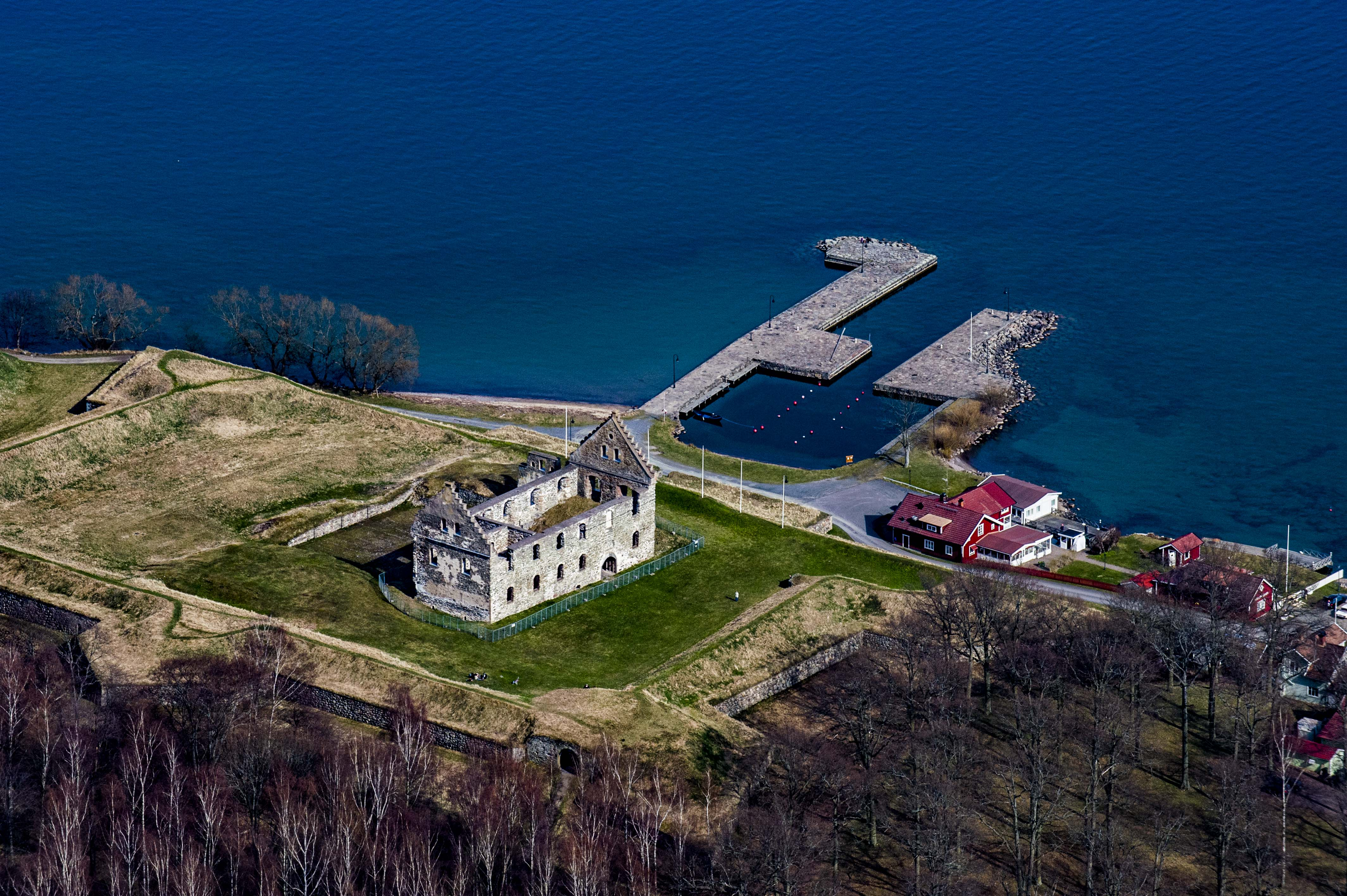
Visingsborg från luften.

Visingsborg var ett grevskap och slott på östra stranden av Visingsö (mittemot nuvarande Gränna), förknippat med Braheätten. Slottet började byggas på 1570-talet. Det övergavs 1680, efter att grevskapet dragits in till kronan. Från 1715 användes Visingsborg som förläggning för framför allt ryska krigsfångar, fram till att slottet förstördes i en brand i slutet av 1718. Ruinen är belägen i Visingsö socken i Jönköpings kommun.

## Historik
Grunden till slottet lades på 1570-talet. Då hade den gamla borgen på Visingsö, Näs slott, varit ruin sedan länge och tre byar – Ströja, Vallby och Husaby – avhysts från området. För att bygga upp första delen av slottet användes tegel från klosterbyggnaderna i Alvastra och nystartat tegelbruk i Gränna. Slottet var byggt i fyrkant med fyra torn och vallgrav och fullbordades först på 1660-talet. Slottet hade också fyra torn med förgyllda spiror.
Grevskapet omfattade gårdar på Visingsö samt i Småland och Västergötland, 1569 sammanlagt 468 hemman och på 1640-talet ytterligare ungefär 100 hemman. 1654 fick greve Per Brahe d.y. hals- och handrätt över de bosatta på Visingsö, det vill säga rätt att utdöma straff.
Slottet övergavs efter att grevskapet 1680 indragits till den svenska kronan.

### De ryska krigsfångarna
Slottet användes mellan 1715 och 1719 som förläggning för krigsfångar från stora nordiska kriget, företrädesvis ryssar. De fångar som dog under fångenskapen begravdes på Visingsö, på den så kallade Rysskyrkogården. 
Landshövdingarna i Sverige hade under hösten 1715 fått befallning att hålla de ryska krigsfångar som då befann sig i landet instängda under bevakning. De flesta ryssarna blev snart förda till Visingsö och instängda på slottet under bevakning av öns allmoge. Bönder på ön, som så önskade, fick också ta ryssar i sin tjänst mot föda och kläder. Dessa fångar skulle dock en eller två gånger i veckan infinna sig på slottet för att kontrolleras. Det var emellertid få bönder som begagnade sig av denna utväg för att erhålla arbetskraft. För att förhindra rymningsförsök skulle alla öns båtar sammanföras på ett ställe och hållas låsta. För att i händelse av rymning underlätta fångarnas upptäckande skulle man raka bort såväl hår som skägg på alla av manskapet.
Antalet krigsfångar på Visingsborg steg snart till åtskilligt över tusentalet. Bland dem var general Ivan Trubetskoj. Till Visingsborg förde man även en del fångna danskar samt ett 40-tal holländare och engelsmän som blivit tillfångatagna när de var på väg till Petersburg med sitt fartyg. De tillfångatagna drabbades vid flera tillfällen av svält. Värst var nöden på våren 1717, då den framkallade en revolt. Ett par hundra fångar trängde sig då igenom vakten och rymde bort från ön. När Karl XII fick kännedom om missförhållandena bland fångarna ingrep han och den ansvarige landshövdingen, generalmajor Georg Reinhold Patkul, åtalades för sin försummelse att inte i rätt tid ha skaffat fångarna nödvändigt underhåll och underrättat kungen om deras lidanden. Patkul dömdes sedan av Göta hovrätt till ämbetets förlust.

### Branden
Slottet lades i ruiner av en förödande brand natten mellan den 22 och 23 december 1718. De ryska krigsfångarna har från vissa håll anklagats för att ha legat bakom eldsvådan men en samtida källa pekar åt ett annat håll. Lagman Brohmans undersökning på plats i januari 1719 fastställde att branden var en olyckshändelse i det tyska vaktmanskapets logi i slottets nordöstra hörn. Ingen i vaktmanskapet lade någon skuld på krigsfångarna, som däremot inte tycks ha varit särskilt aktiva i försöken att släcka branden.  De cirka 1 600 fångarna förlades efter branden till Jönköping, Eksjö, Gränna och Växjö. De ryska krigsfångarna befriades efter freden i Nystad den 30 augusti 1721.
Dagens kvarvarande slottsruin består mest av murarna från den södra slottslängan.

## Slottsherrar

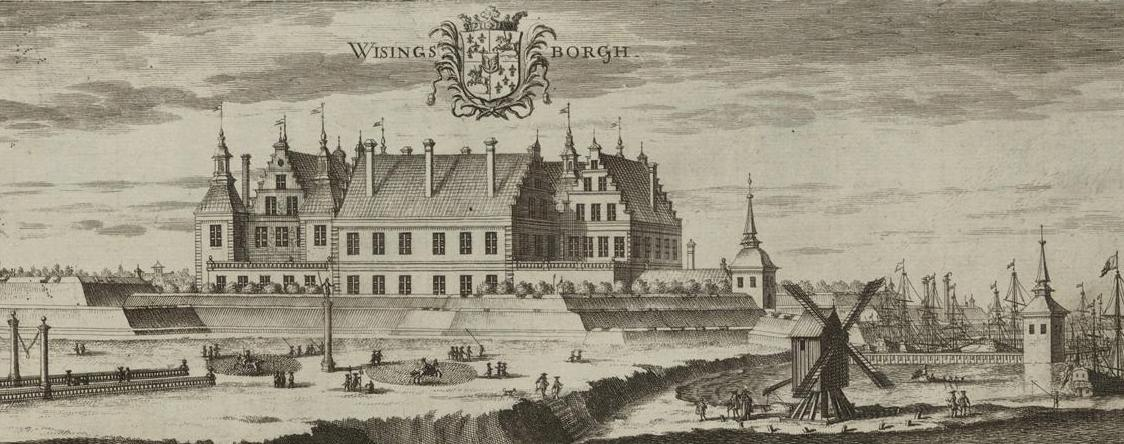
Visingsborg på ett kopparstick av Erik Dahlbergh från slutet av 1600-talet. Ur Suecia antiqua et hodierna, och därmed troligen inte helt tillförlitligt.

1. Per Brahe d.ä. uppförde den västra längan,
2. sonen Magnus Brahe uppförde den södra längan, som med sina salar och gemak var slottets ståtligaste del, samt östra längan som innehöll köks- och ekonomiutrymmen. Magnus Brahe var också byggherre för ombyggnationen av Ströja kyrka.
3. Per Brahe d.y. lät bygga ut Visingsborgs slott med en nordlig länga som var avsedd för betjäningen. Sex torn med förgyllda spiror höjde sig över tak och trappgavlar. Bland inventarierna fanns ett imponerande bibliotek och en rustkammare med vapen för uppåt 800 man. Vallar och bastioner var bestyckade med kanoner. År 1642 invigdes en hamn strax nedanför slottet. Per Brahe d.y. var mycket intresserad av landets historia och lät uppföra minnesstenar vid flera historiska platser på Visingsö. Visingsborg var den första hörnstenen  i den Braheska slottstriangeln. Brahe uppförde nämligen också Brahehus på bergskammen strax norr om Gränna, slottet var tänkt som änkesäte för hans hustru Christina Catharina Stenbock, och han förvärvade Västanå säteri på berget söder om Gränna. På Visingsborg höll greven en liten armé omfattande ca 200 man. På Visingsö inrättade Per Brahe ett tryckeri, och på Visingsborgs slott fanns ett imponerande bibliotek. Redan år 1636 hade han också, trots kyrkligt motstånd, grundat en skola på ön. Denna trivialskola inrymdes i Kumlaby kyrka. Lärare och djäknar i trivialskolan svarade för psalmsång och flerstämmig musik vid gudstjänsten i Brahekyrkan, från 1650-talet förstärkt med stråkinstrument. Från samma tid knöts en ensemble från Göteborg under ledning av Claes Grötter till grevehovet. Den spelade taffelmusik på slottet och vid bröllop i trakten. Brodern Hans Jörgen Grötter undervisade också i instrumentalmusik i skolan och på slottet. En trumpetarkår i livré blåste till bords på slottet, gav touche vid välgångsskålar tillsammans med pukor och kanoner, var kurirer eller förridare när grevehovet färdades mellan Visingsö och Stockholm. I Stenhuset i Stockholm eller på Bogesund beledsagades Per Brahe alltid av två trumpetare.[8]